# Río Aire (Inglaterra)
El río Aire es el más importante río en Yorkshire, Inglaterra. Tiene 114 km de longitud. La parte baja del río, en Leeds, es un canal de navegación y es conocido como "Aire and Calder Navigation" (Aire y la navegación de Calder).
El río Aire inicia su viaje en Malham Tarn. Se convierte en una corriente subterránea en "Water Sinks" cerca de 1 milla (1,6 km) antes de la parte superior de la Ensenada de Malham (Malham Cove), para luego fluir bajo tierra en "Aire Head", justo por debajo de Malham, en Yorkshire del Norte (North Yorkshire), continuando su recorrido a través de Gargrave y Skipton. Después de Cononley, el río entra en Yorkshire del Oeste (West Yorkshire) pasando a través de las antiguas áreas industriales de Keighley, Bingley, Saltaire y Shipley. A continuación, sigue a través de Leeds pasando por los pueblos de Swillington y Woodlesford. En Castleford se produce la confluencia del río Aire y Calder; justo abajo de esta confluencia estuvo el vado del antiguo camino británico, utilizado por los romanos, que se cruzó en su campaña hacia York del Norte. El río vuelve a entrar en Yorkshire del Norte, cerca de Knottingley y en su nivel más bajo forma parte de la frontera entre Yorkshire del Norte Yorkshire del Este (East Riding of Yorkshire).
El río Aire desemboca en el río Ouse en Airmyn, "myn" es una palabra del Inglés Antiguo que significa "boca del río" (river mouth). El nombre deriva posiblemente de la antigua lengua celta "Common Brittonic" *Isara*, que significa "río fuerte" (strong river). El nombre del río Aire podría venir de la "Batalla de Winwaed" escrito en inglés antiguo, a partir de los elementos "Winnan" o "Win" (luchar o ganar) y "Waed" (aguas poco profundas, vado), sin embargo otros han propuesto que en realidad viene de "Went" (también llamado el "wynt" en Inglés Antiguo) o de "Beck Cock" (ver Batalla de Winwaed). Otros han afirmado que es en realidad el nombre de la batalla y no la masa de agua en sí.

## Asentamientos

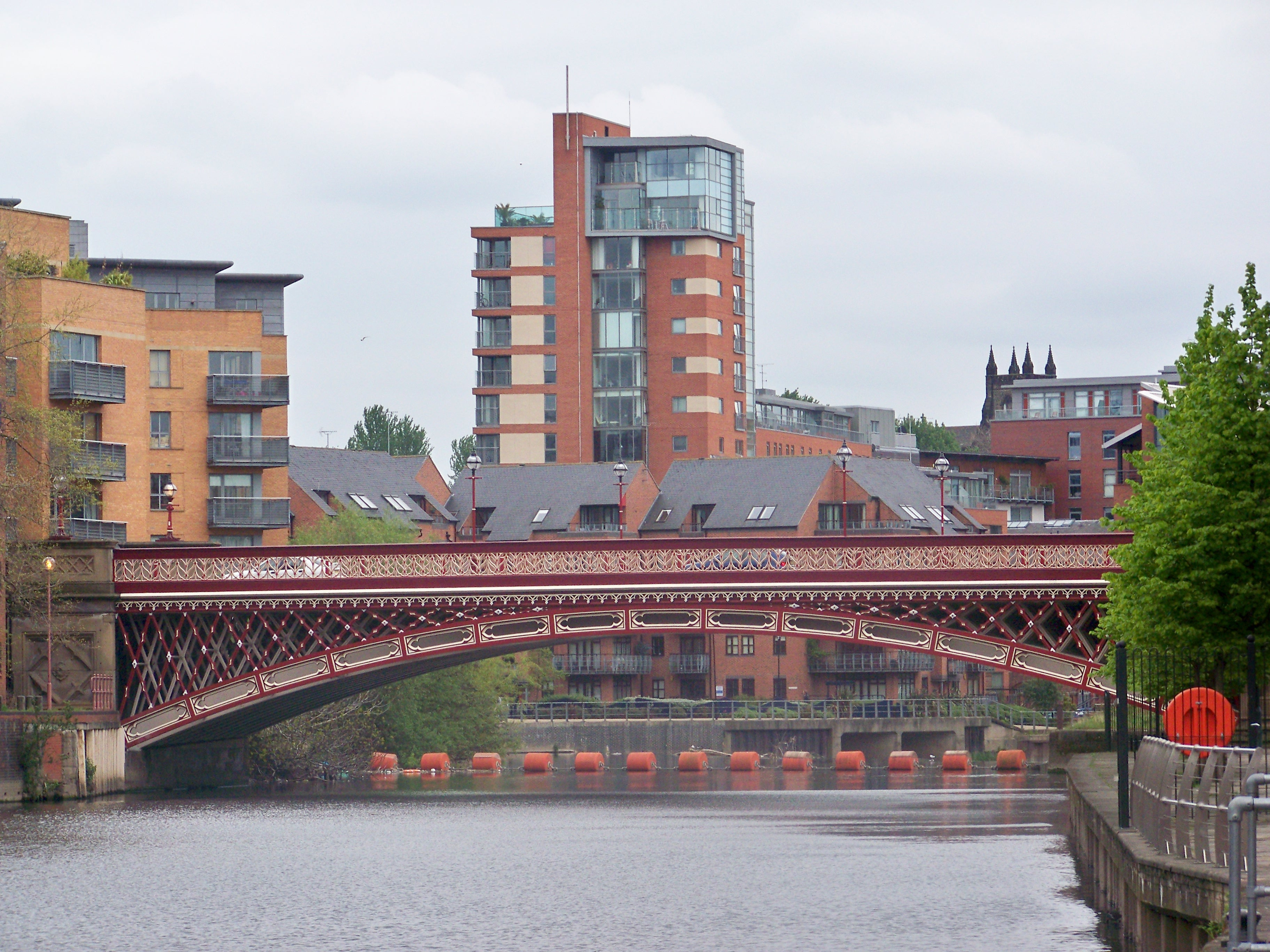
Río Aire, Leeds.

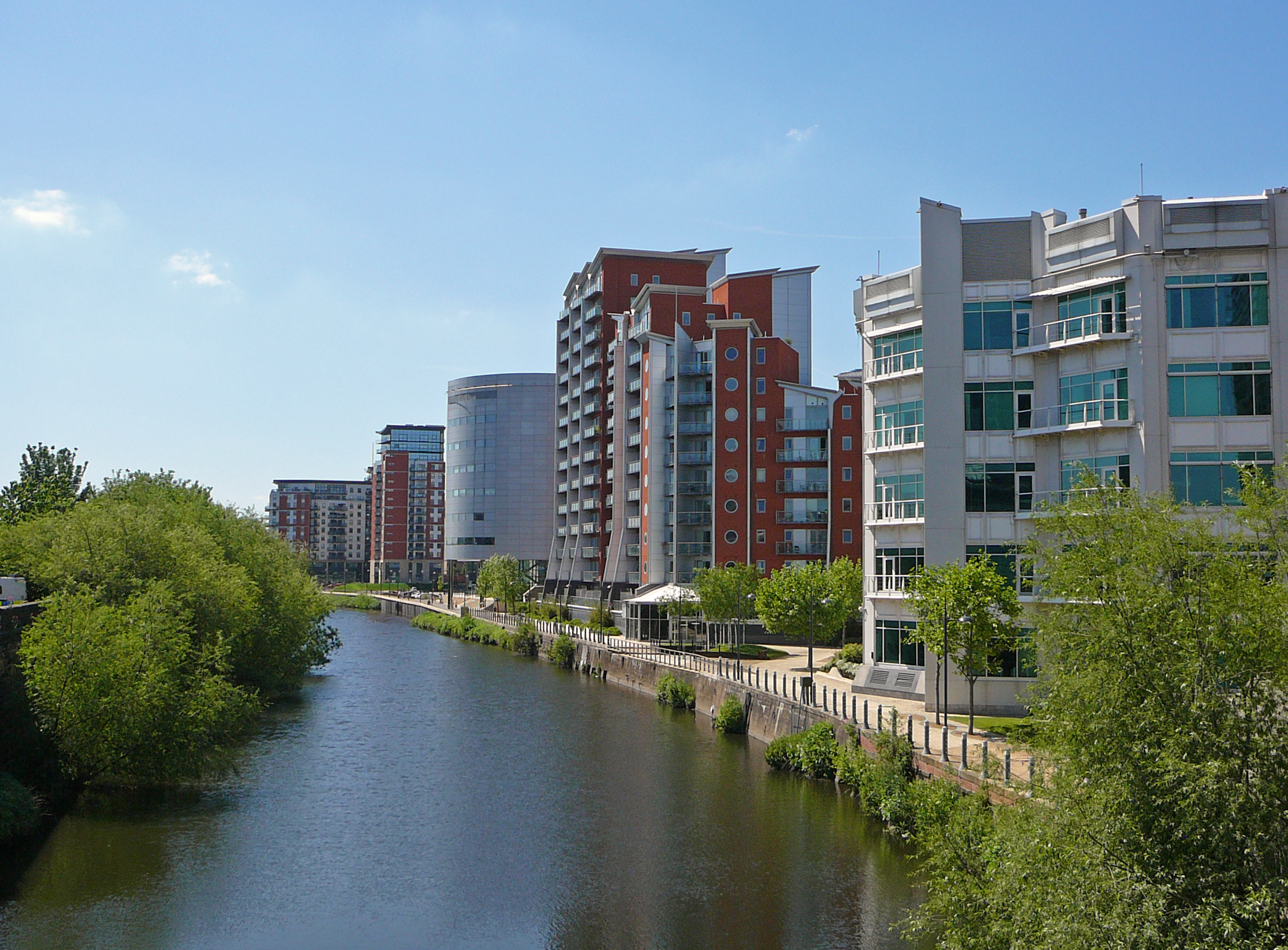
Río Aire en Leeds

| - Malham - Hanlith - Airton - Bell Busk - Gargrave - Skipton - Bradley Bajo - Cononley - Kildwick - Silsden - Steeton - Utley - Keighley - Riddlesden - Crossflatts - Bingley - Saltaire - Shipley - Charlestown - Esholt - Apperley Bridge | - Horsforth - Kirkstall - Holbeck - Centro de Leeds - Knowsthorpe - Allerton Bywater - Castleford - Brotherton - Ferrybridge - Knottingley - Beal - Haddlesey del Oeste - Chapel Haddlesey - Temple Hirst - Hensall - Gowdall - Snaith - Rawcliffe - Newland - Airmyn |

## Centrales eléctricas en el Valle del Aire
Hay tres centrales de energía eléctrica junto con las del río Aire al este de Castleford; Ferrybridge C, Eggborough y Drax. Drax toma el agua del río Ouse, pero Ferrybridge y Eggborough la obtienen del río Aire. Ambas plantas se cerrarán en el año 2016.

## Navegación
El río Aire es navegable desde aguas arriba como aguas abajo de Leeds, también tiene una sección navegable en "Aire and Calder Navigation", con acceso navegable a otros canales y vías fluviales. Leeds es el punto al oeste más lejano en que se puede llegar en barco, aunque el límite es de una altura libre de 3,62 metros.
| Bingley                                  |
| Bingley en Bradford, Yorkshire del Oeste |

| Abadía de Kirkstall          |
| Abadía de Kirkstall en Leeds |

| Castleford                            |
| Puente sobre el río Aire y Castleford |

| Wakefield               |
| Castleford en Wakefield |

| Centro                       |
| Centro de la ciudad de Leeds |

| Clarence Dock                  |
| Puente de Clarence Dock, Leeds |

| Puente Pollard                                |
| Puente Pollard en Newlay, Yorkshire del Oeste |